# Jindřich Schödl
Jindřich Schödl, též Heinrich Schödl, Schödel, výjimečně chybně Schädler (1. dubna 1777 Tachov – 31. ledna 1838 Praha) byl český malíř miniatur.

## Život
Narodil se v Tachově, v rodině ředitele školy Franze Schödela a jeho manželky Barbary, rozené Dollhopfové.
Na pražské Akademii byl žákem miniaturisty Antonína Payera (Bayera, 1768–1833); spolupracoval s malířskou dílnou Antonína Machka.
Zemřel v 61 letech na plicní tuberkulózu.

### Rodinný život
Dne 26. února 1811 se v Praze oženil se sedmadvacetiletou Annou Fialovou. Již 18. června téhož roku se jim narodila dcera Johanna Anna, v roce 1813 syn Moritz, který předčasně zemřel ve věku 17 týdnů. Další dcera Franzisca Romana Karolina se narodila 1815 a Carolina 1818. Nejmladší syn Fredericus Josephus (česky Bedřich Josef) se narodil v roce 1825. Rodina žila v pražské Spálené ulici 45/105, době narození nejmladšího syna na Novém Městě, č. 702, zemřel v č. 771/2.

## Dílo
Jindřich Schödl byl portrétista, autor portrétních miniatur. Mezi jinými zobrazil Františka Palackého a jeho budoucí manželku Terezii Měchurovou, Františka Škroupa a další (tyto portréty jsou v majetku Národního muzea).

## Galerie

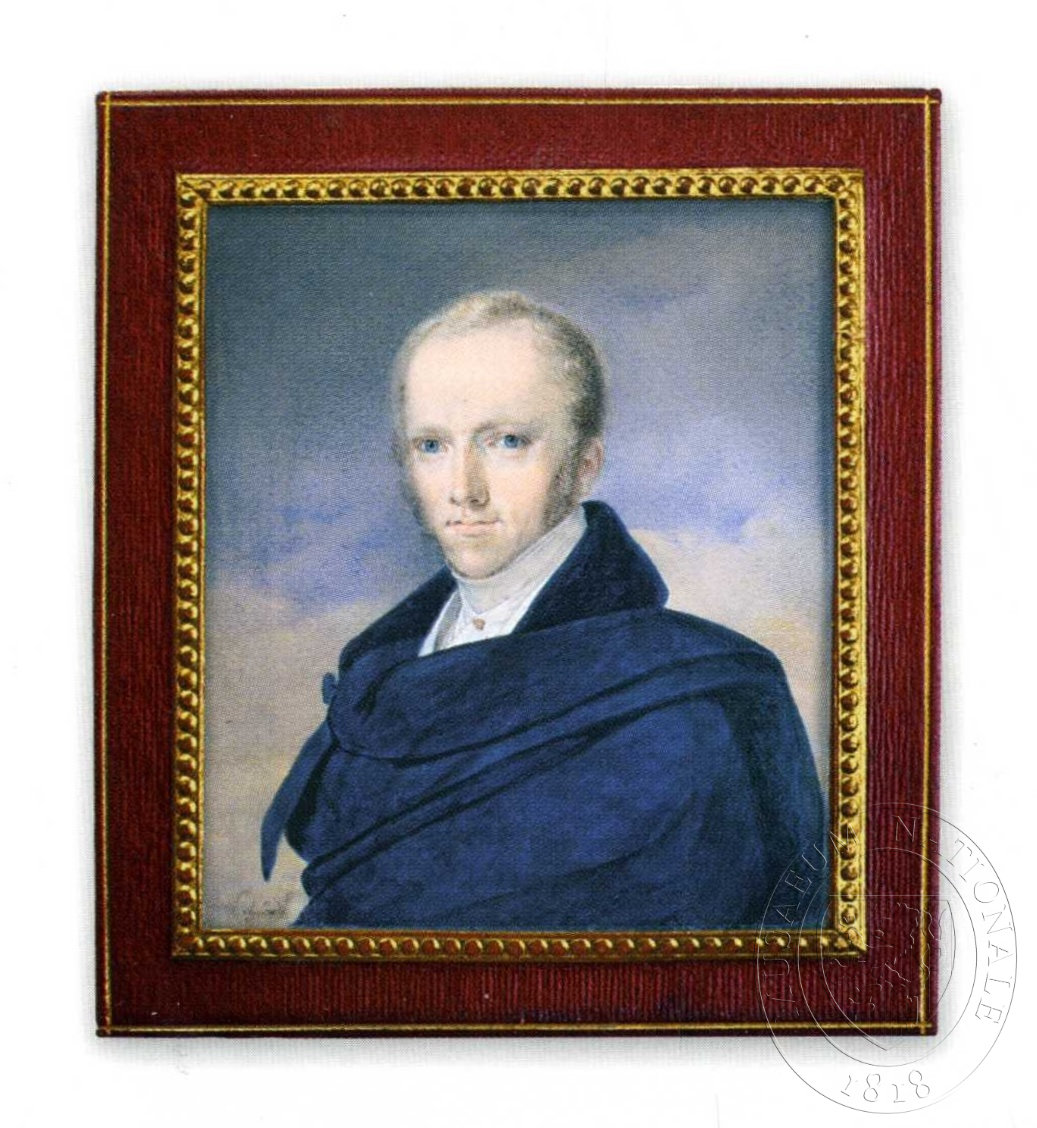
Jindřich Schödl: František Palacký (asi 1828)
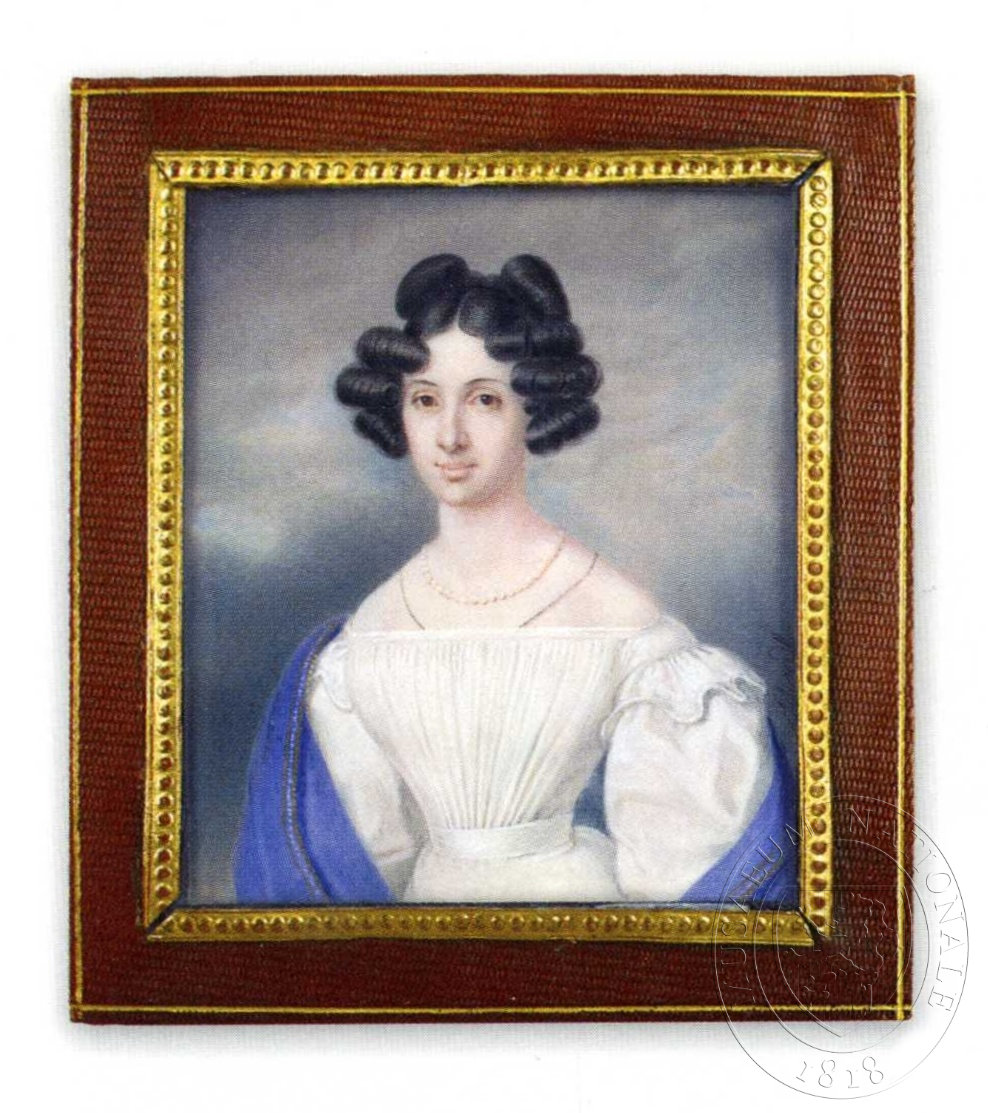
Jindřich Schödl: Terezie Měchurová (asi 1828)
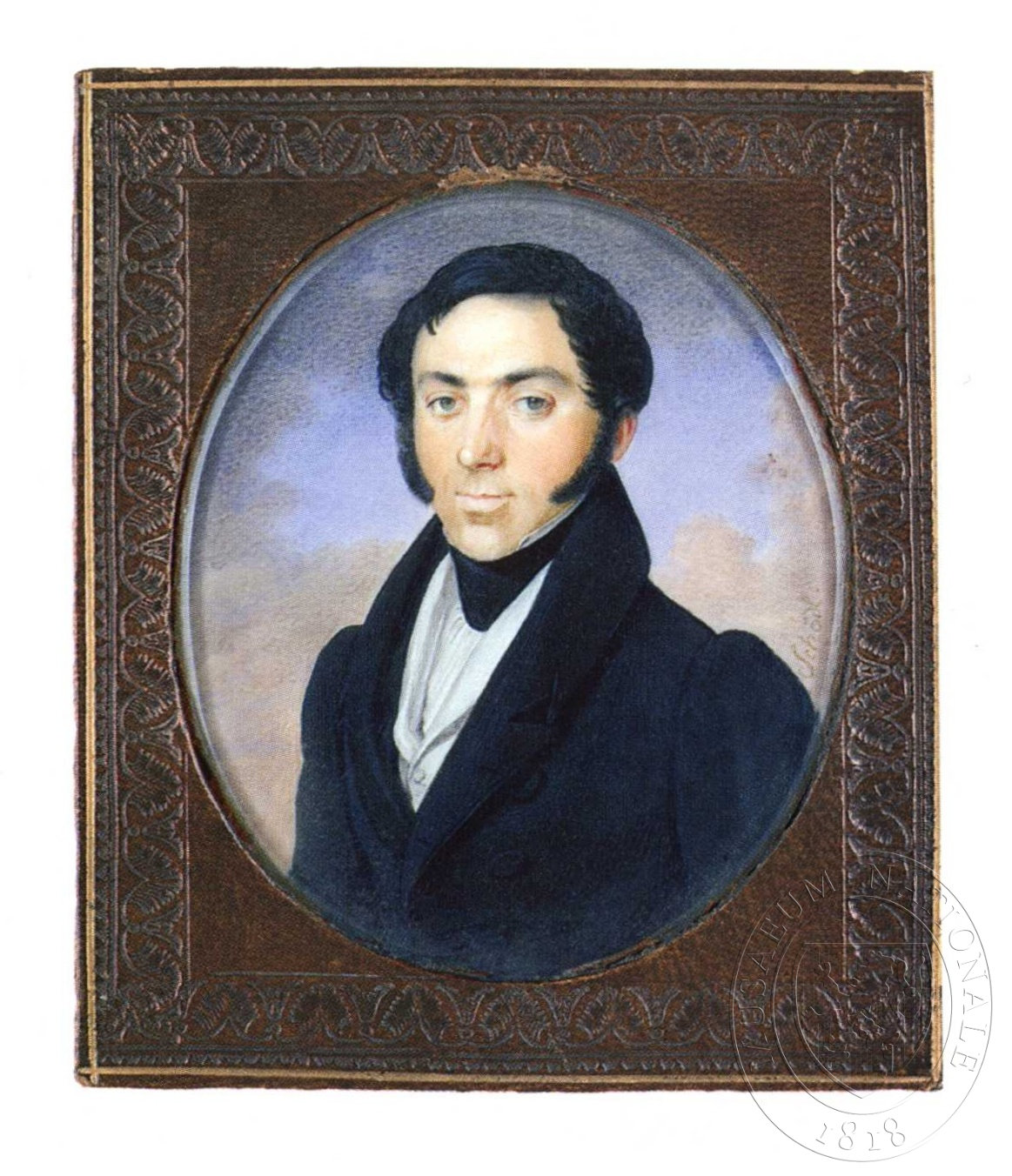
Jindřich Schödl: František Škroup (asi 1828-1830)
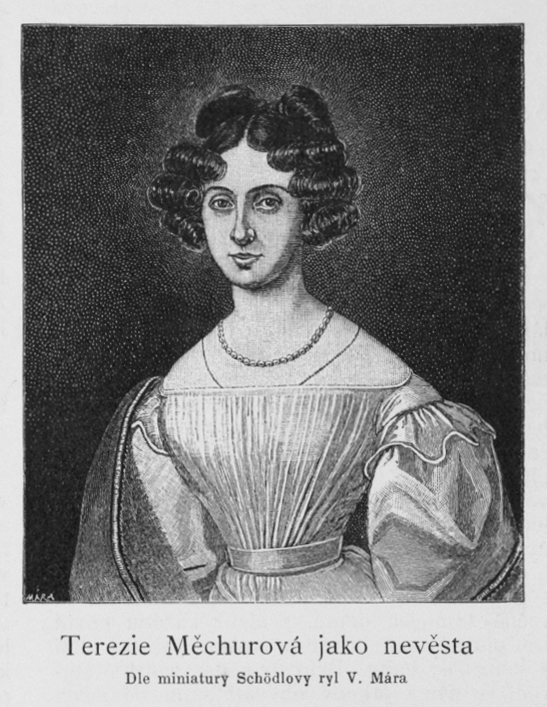
Terezie Měchurová (rytina dle portrétu J. Schödla, 1897)

## Zajímavost
Vzájemné vztahy pražských uměleckých kruhů dokladuje, že Jindřich Schödl byl, spolu s dalším malířem Antonínem Machkem, svědkem na svatbě Antonína Mánesa (otce Josefa Mánesa).